# Courtillers
Courtillers is een gemeente in het Franse departement Sarthe (regio Pays de la Loire) en telt 627 inwoners (1999). De plaats maakt deel uit van het arrondissement La Flèche.

## Geografie
De oppervlakte van Courtillers bedraagt 7,2 km², de bevolkingsdichtheid is 87,1 inwoners per km².
De onderstaande kaart toont de ligging van Courtillers met de belangrijkste infrastructuur en aangrenzende gemeenten.

## Demografie
Onderstaande figuur toont het verloop van het inwonertal (bron: INSEE-tellingen).

## Foto's

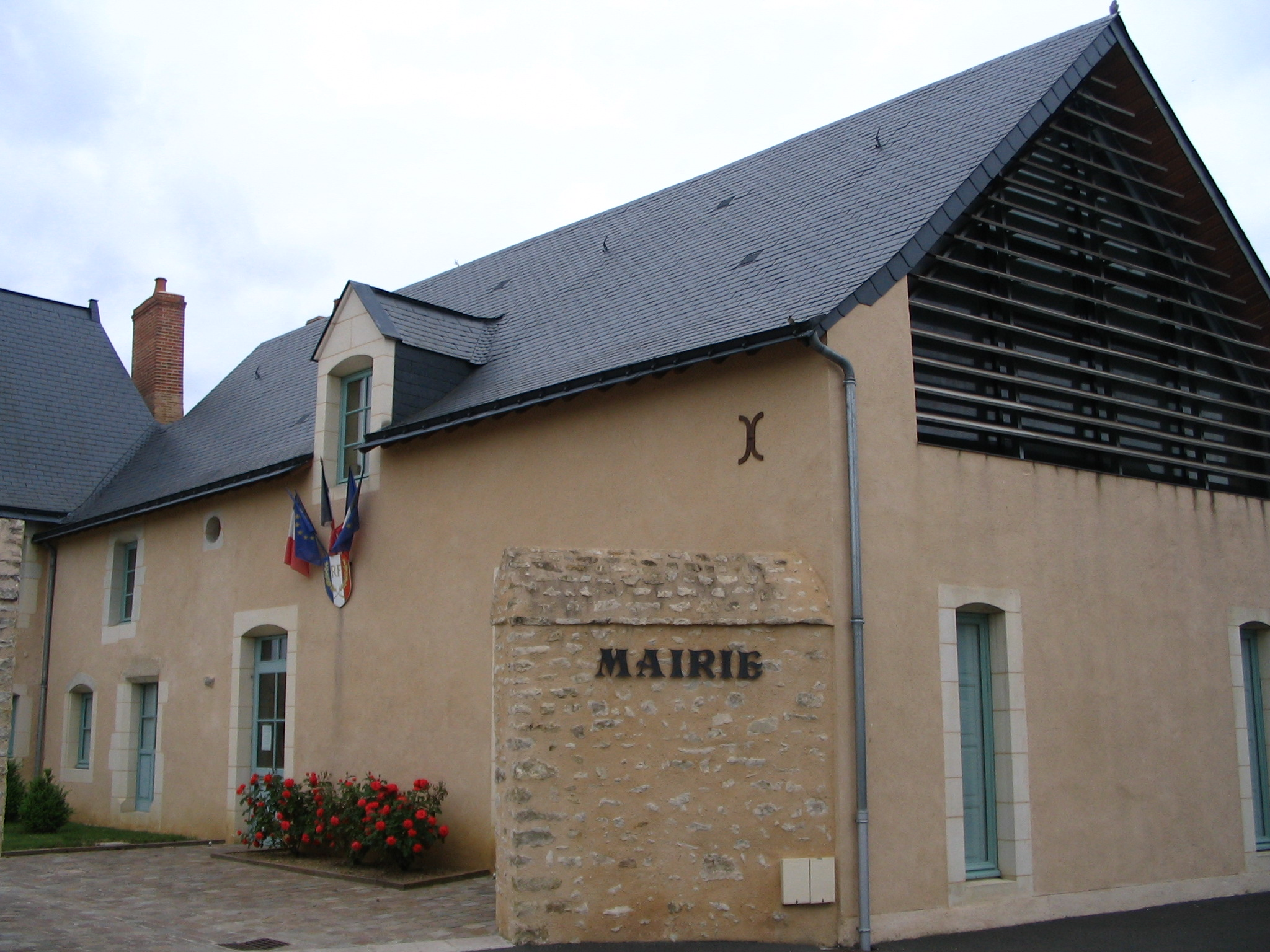
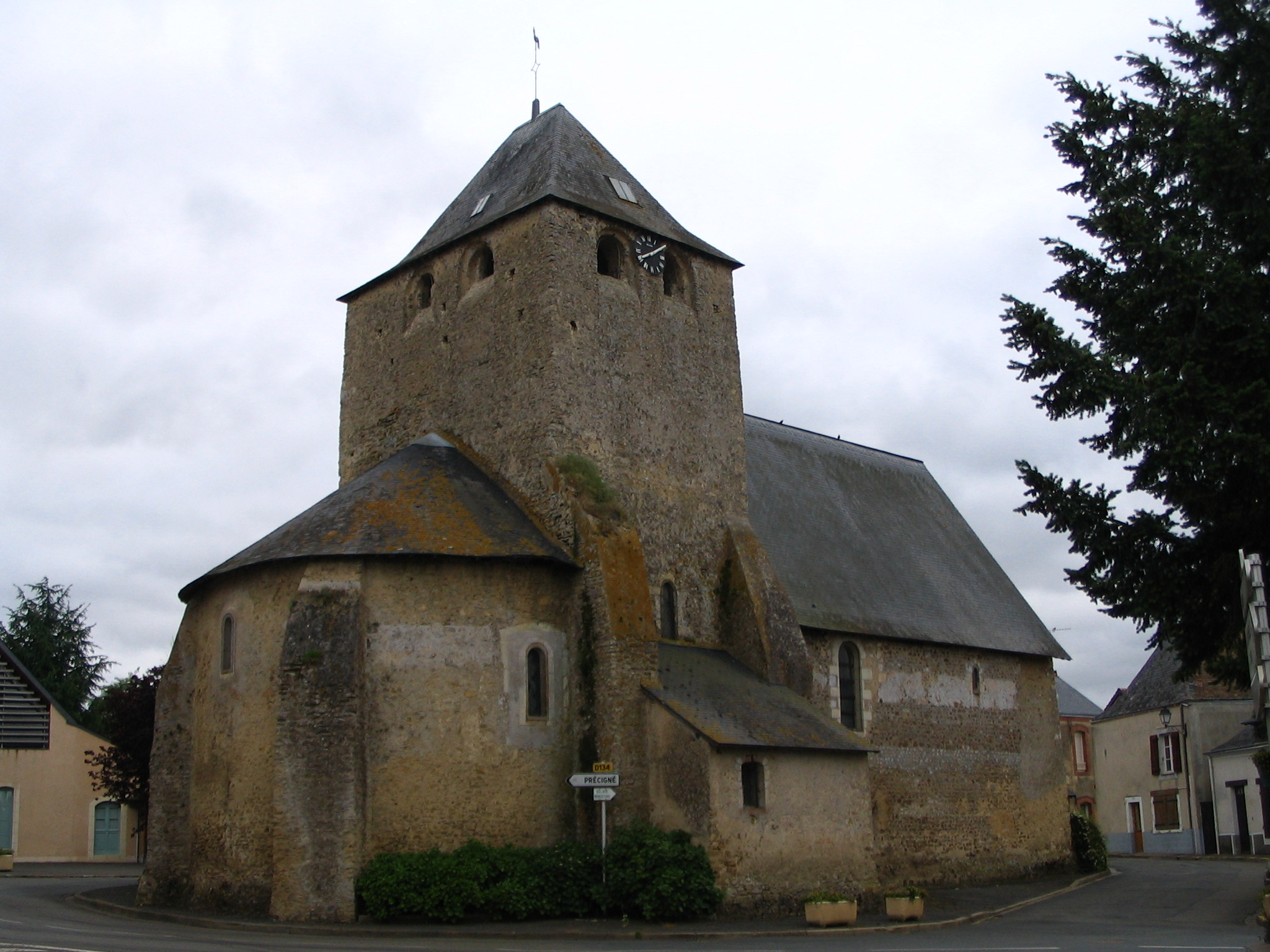

1. ↑  Populations de référence 2022.